# Tjerk Noordraven
Tjerk Tijmen André Noordraven (Nijmegen, 4 februari 1987) is een Nederlandse kinderboekenschrijver. In het openbaar draagt hij altijd een opgezette vleerhond op zijn schouder.

## Loopbaan
Noordraven groeide op in Nijmegen. Na de middelbare school woonde hij twee jaar lang in Italië, waar hij Italiaanse letterkunde studeerde. Daarna kwam hij terug naar Nederland voor een studie Nederlandse taal en cultuur. Na zijn studie werkte hij als redacteur van boeken, tot hij in 2017 debuteerde als kinderboekenschrijver.
Hij debuteerde in juni 2017 met Het nieuwe spookhuis (9+), het eerste boek uit de serie De engste serie ooit. Al na een week kreeg het boek een tweede druk. In januari 2018 volgde De Transsylvanië Express. Daarna volgden nog meer delen. In totaal krijgt de serie acht delen.
In 2018 stond hij met zijn debuut in de finale van de Hotze de Roosprijs.
In najaar 2018 werd zijn boek Het nieuwe spookhuis gepromoot door middel van tv-spotjes. Nadat deze spotjes werden uitgezonden rond het Sinterklaasjournaal kwamen er bij de Ster klachten binnen dat de spotjes te eng zouden zijn. De Ster besloot vervolgens dat de spotjes niet meer uitgezonden mochten worden. Noordraven zelf reageerde daar als volgt op: "Dat was nogal overtrokken allemaal. Je kunt het filmpje nog op YouTube zien, het is echt niet zo eng. Mensen klagen tegenwoordig over alles."
In 2019 schreef Tjerk Noordraven een serie voor Storytel: De duisterzone (10+). Dit is een audioserie met heel veel geluidseffecten.
In 2020 kwam hij met twee nieuwe boekenseries: Giel en de geesten (7+) en Monster Zoo (8+). In 2022 volgde de serie Meester Spion (8+).
Tjerk Noordraven woont in Noordwijk aan Zee.

## Trivia
- Hij heeft een echt mensenbot in zijn bezit.[5]
- Zijn schrijftafel staat vol met vleermuizen op sterkwater en opgezette vogelspinnen. Deze hebben allemaal een naam.

### Kinderboeken
- 2017 – Het nieuwe spookhuis (De engste serie ooit #1) (Moon, 9+)
- 2018 – De Transsylvanië Express (De engste serie ooit #2) (Moon, 9+)
- 2018 – De horrorhoeve (De engste serie ooit #3) (Moon, 10+)
- 2019 – Het boek van wonderlijke wezens die werkelijk bestaan (Moon, 10+)
- 2019 – De duisterzone (Storytel Original, 10+)
- 2020 – De geest van de meesterdief (Giel en de geesten #1) (Kluitman, 7+)
- 2020 – Het schedelrijk (De engste serie ooit #4) (Moon, 10+)
- 2020 – De geest van de keizer (Giel en de geesten #2) (Kluitman, 7+)
- 2020 – Monster Zoo 1: Voedertijd (Monster Zoo #1) (Moon, 8+)
- 2021 – Monster Zoo 2: Op trollenjacht (Monster Zoo #2) (Moon, 8+)
- 2021 – Monster Zoo 3: De Lava Zoo (Monster Zoo #3) (Moon, 8+)
- 2021 – De kerkhofkrijgers (De engste serie ooit #5) (Moon, 10+)
- 2022 – Monster Zoo 4: Diep in de jungle (Monster Zoo #4) (Moon, 8+)
- 2022 – Meester Spion (Meester Spion #1) (Moon, 8+)
- 2024 – Monster Zoo 5: Op de sneeuwvlakte (Monster Zoo #5) (Moon, 8+)